# Liste der Kulturdenkmäler in Dolgesheim
In der Liste der Kulturdenkmäler in Dolgesheim sind alle Kulturdenkmäler der rheinland-pfälzischen Ortsgemeinde Dolgesheim aufgeführt. Grundlage ist die Denkmalliste des Landes Rheinland-Pfalz (Stand: 3. April 2024).

## Denkmalzonen
| Bezeichnung                    | Lage              | Baujahr | Beschreibung                                                                               | Bild                           |
| ------------------------------ | ----------------- | ------- | ------------------------------------------------------------------------------------------ | ------------------------------ |
| Denkmalzone Jüdischer Friedhof | Keltenstraße Lage | 1847    | gegen Mitte des 19. Jahrhunderts angelegtes Rechteckareal, 25 Grabsteine von 1847 bis 1928 | weitere Bilder Fotos hochladen |

## Einzeldenkmäler
| Bezeichnung                  | Lage                                | Baujahr | Beschreibung | Bild                           |
| ---------------------------- | ----------------------------------- | ------- | --- | ------------------------------ |
| Evangelische Pfarrkirche     | Gaustraße 12 Lage                   |         | ehemals St. Bonifatius; im Kern spätmittelalterlicher Saalbau, nachgotischer Umbau, bezeichnet 1616, Walmdach aus dem 18. Jahrhundert, Westturm von 1914; im ehemaligen Südportal Grabstein, bezeichnet 1766                                                                   | weitere Bilder Fotos hochladen |
| Evangelisches Pfarrhaus      | Gaustraße 14 Lage                   | 1606    | Fachwerkbau, teilweise massiv, im Kern von 1606, zwischen 1794 und 1801 spätbarocke Überformung, 1877 erneut überformt | Fotos hochladen                |
| Rathaus                      | Gaustraße 33 Lage                   | 1594    | Renaissance-Erdgeschosshalle, bezeichnet 1594, Fachwerkobergeschoss 18. Jahrhundert | Fotos hochladen                |
| Synagoge                     | Schollergasse 3 Lage                | 1852    | ehemalige Synagoge; schlichter Kalkbruchsteinbau (verputzt), 1852 | Fotos hochladen                |
| Kriegerdenkmäler und Grabmal | Weedenstraße, auf dem Friedhof Lage |         | Kriegerdenkmal 1870/71, Germania, bezeichnet 1882, Bildhauer Gustav Eberlein, Berlin; Kriegerdenkmal 1914/18, exedraförmige Anlage, auf klassizistischem Sockel Kniefigur, 1920er Jahre; Grabmal Anna und Margarete Schäfer († 1980 und † 1944), Galvanoplastik vor Granitwand | weitere Bilder Fotos hochladen |